# Vriesea bleheri
Vriesea bleheri là một loài thực vật có hoa trong họ Bromeliaceae. Loài này được Roeth & W.Weber miêu tả khoa học đầu tiên năm 1978.